# Oedemera tristis
Oedemera tristis — вид жуков-узконадкрылок.

## Распространение
Встречаются на лугах и опушках.

## Описание
Жук длиной 9—12 мм. Окраска жука чёрно-зелёная или чёрно-синяя. Переднеспинка гладкая, блестящая. Наружная жилка надкрылий сливается с боковым краем у вершины. Вершинный сегмент усиков сбоку выемчатый. Задние бёдра самца вздутые.

## Биология
Растительноядны.